# Collège Fortet

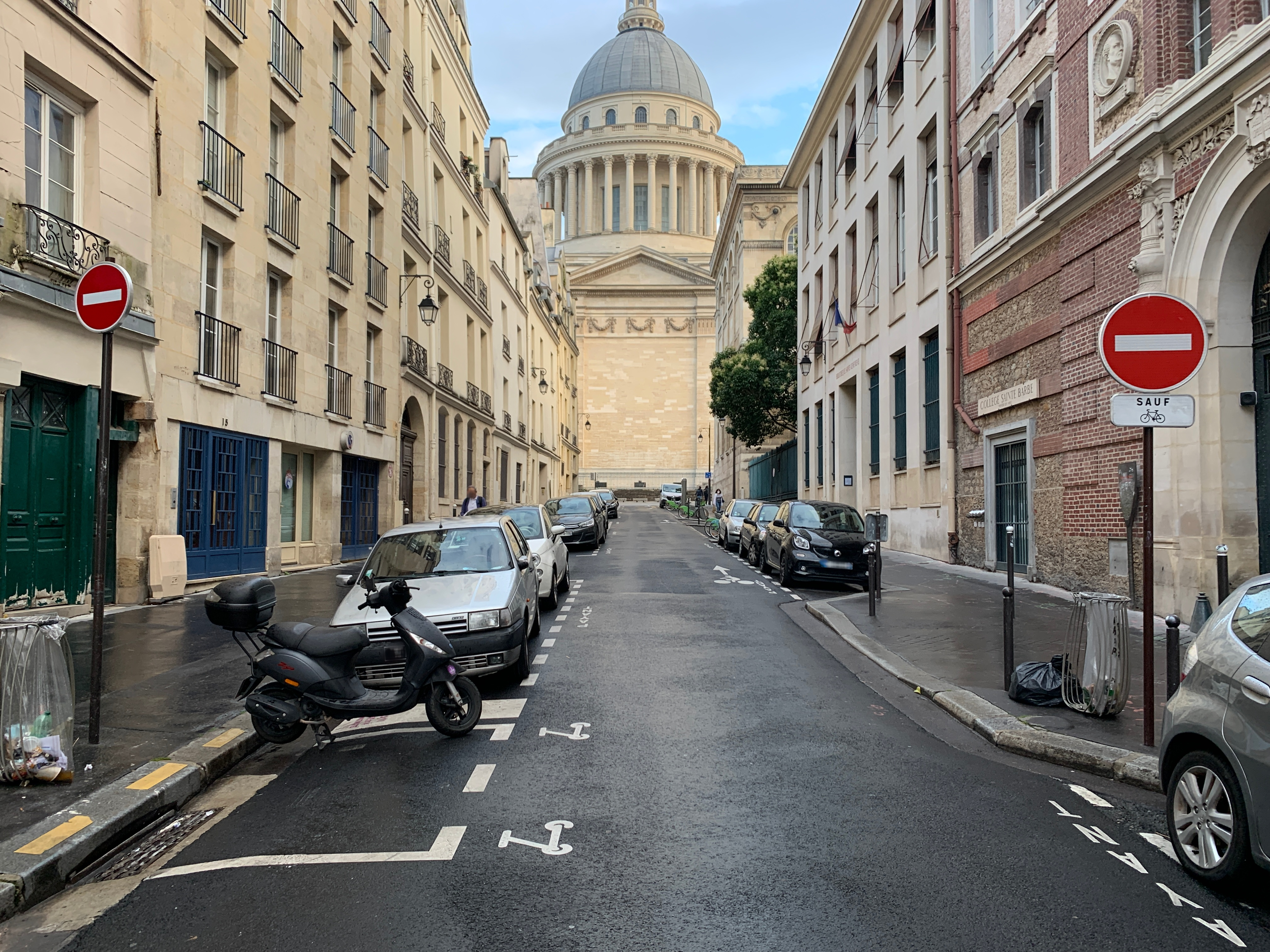
La rue Valette en remontant vers le Panthéon.

Le collège Fortet ou de Fortet est un collège de l'ancienne faculté des arts de l'université de Paris.

## Histoire

### Fondation
Il a été fondé, en 1394, par le testament de Pierre Fortet (Aurillac, v. 1345-1398), chanoine et chancelier de Notre-Dame de Paris, riche de nombreux bénéfices, qui « ordonne qu’il soit fondé un collège de huit écoliers dans l’une des maisons qu’il possédait à Paris, savoir la première située rue des Cordiers (rue, aujourd'hui disparue, parallèle à l'actuelle rue Cujas), près des frères prêcheurs; la seconde située au clos Brunel et la troisième située rue Saint Victor, selon qu’il paraîtrait convenable à son exécuteur testamentaire. »
Le collège devait accueillir quatre écoliers nés à Aurillac (par la suite originaires diocèse de Saint-Flour), si possible apparentés au fondateur, et quatre autres pauvres du diocèse de Paris, qui recevaient chacun 5 sols par semaine.

### La construction
Il sera définitivement établi, en 1397, en haut à gauche de la rue des Sept-Voies, aujourd'hui 21, rue Valette, non loin de l'abbaye de Sainte-Geneviève.
Au printemps 1396, les commissaires du Chapitre, exécuteurs testamentaires, décident de transférer l'établissement dans un autre bâtiment. Ils font visiter l'hôtel de Colard Grimault, qui est à vendre, par Jehan de la Haye, charpentier, Jehan Phelippot de Grigny, maçon et Jehan Le Faucheur, couvreur, « pour savoir les réparacions qui estaient à faire pour adviser lequel serait meilleur pour faire ung ostel pour le collége. »
Le choix se fixe sur la maison où demeurait le prieur de Sainct-Estienne de Nevers, et dont le vendeur était noble homme Loys de Listenois, chevalier, seigneur de Montaigu, qui en voulait cinq cents escus d'or.
En face, s'élevait le collège de Montaigu, et, dans la seule paroisse de Saint-Étienne du Mont, se trouvaient déjà douze autres collèges de l'université.

### Augmentations et extensions
Le collège est agrandi en 1415.

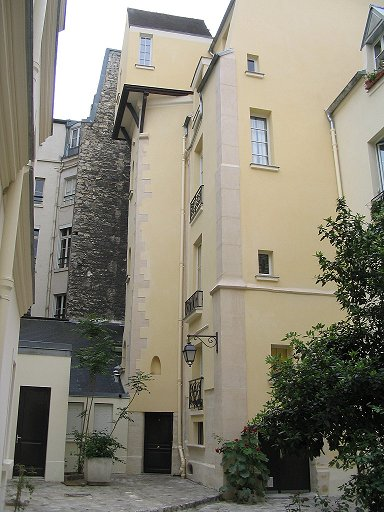
La Tour Calvin

En 1562, leur nombre des écoliers a été porté à 11, puis en 1574 à 20, avec toujours la même proportion d'écoliers d'Aurillac, ce qui, avec le collège de Clermont, permit à un grand nombre d'Auvergnats de faire des études à Paris.
La fameuse tour de Calvin, actuellement située au Nord de la parcelle, avait été vendue le 27 mai 1413, par Catherine de la Ruelle à Jean de Brendiancourt, prêtre du diocèse de Bayeux. Un acte du 27 janvier 1441 indique qu'elle avait été acquise par le collège en 1417.
Cette tour avait en effet permis à Jean Calvin, alors qu'il était étudiant, de s'enfuir par les toits alors qu'il était menacé d'arrestation, à cause d'un discours jugé suspect prononcé par son ami Nicolas Cop, le recteur de l'université parisienne. Calvin se réfugie ensuite à Nérac, chez Marguerite de Navarre,,.
Le collège est rénové en 1505 sous Louis XII, en partie reconstruit en 1560, agrandi avec l'achat de l'hôtel des évêques de Nevers en 1564.
Le corps de logis perpendiculaire à la rue qui figure à gauche sur le plan dressé en 1764 lors de la réunion du collège à Louis Le Grand, et dont seule une partie existe encore aujourd'hui, il semble qu'il ait été construit par Jean Chanteprime, en 1409-1410.
Il a été réuni au collège Louis-le-Grand (ancien collège de Clermont) en 1764, les places de boursiers pour les Aurillacois y étant conservées.
Son bâtiment du XIVe siècle, qui comportait une tour, a en partie été inscrit à l'inventaire supplémentaire des monuments historiques en 1925.

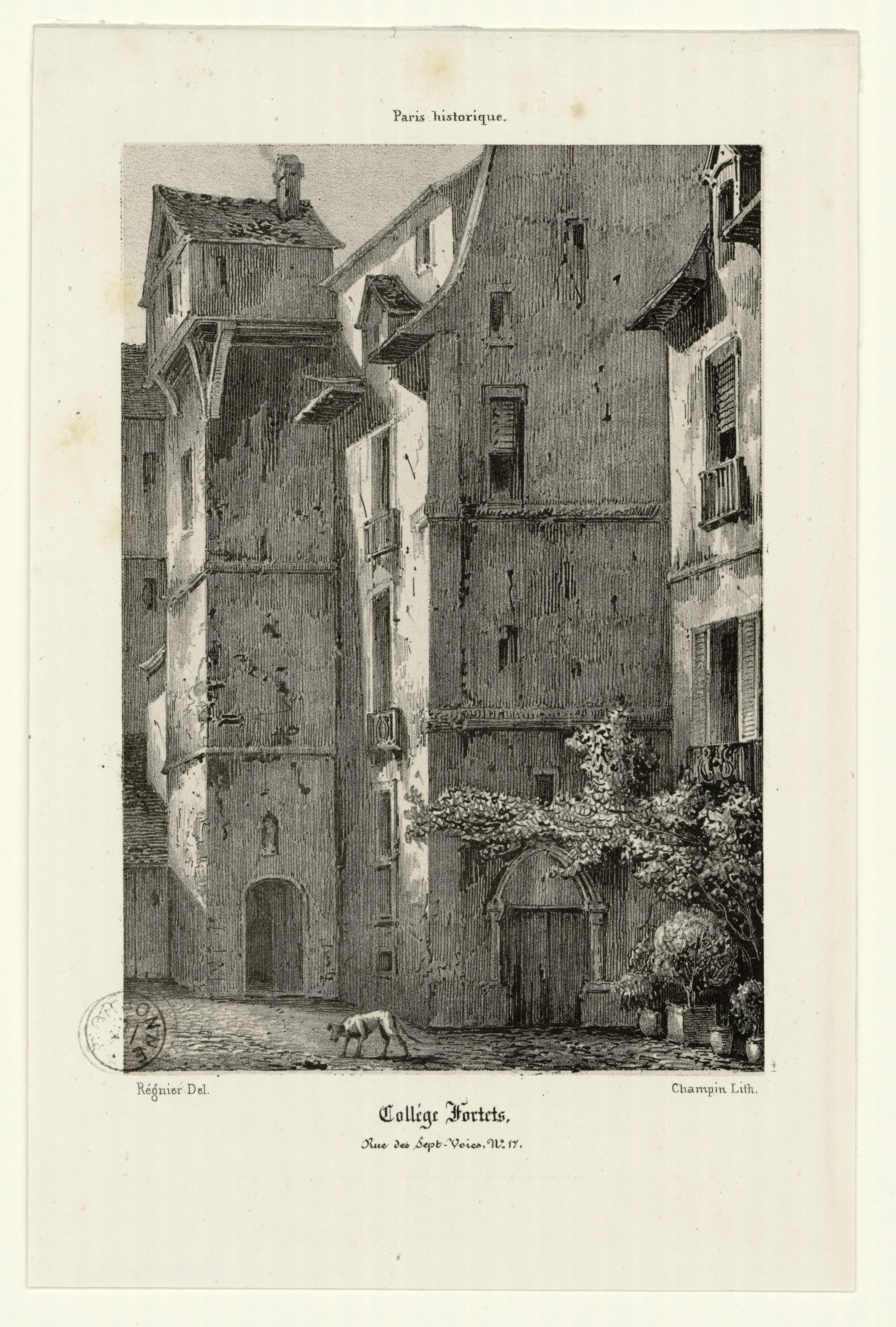
Régnier et Champin, Estampe du collège Fortets rue des Sept-Voies, 1838 (Bibliothèque interuniversitaire de la Sorbonne, NuBIS)

### Études
Ces écoliers devaient tous être « artiens » c'est-à-dire suivre les cours de la faculté des arts, à savoir la grammaire, la rhétorique et la dialectique pour les bases, et l'arithmétique, la géométrie, l'astronomie et la musique pour le niveau supérieur. Cet enseignement correspondait au second degré de l'enseignement secondaire actuel, voire au début des études supérieures. 
Il permettait d'obtenir le grade de maître ès arts, puis d'accéder aux facultés de droit, de médecine ou de théologie.

### Le siège de la ligue
En 1585, par une assemblée de 80 personnes comprenant des gentilshommes, des bourgeois, des prêtres et des prélats, tous du parti du duc de Guise, se réunissent au collège de Fortet après avoir constitué la « Sainte Ligue » et y élire le Conseil des Seize (un par quartier de Paris).

## Anciens étudiants ou locataires
- Jean Chanteprime, chanoine, exécuteur testamentaire, premier principal du collège.
- Arnaud de Bruxelles, élève, puis imprimeur, lègue sa bibliothèque au collège.
- Jean Cinquarbres, élève boursier, puis principal.
- Jean Calvin, y était lecteur lorsqu'on vint l'arrêter dans sa chambre, mais en son absence.
- Pierre Robert, ancien spé de la maîtrise de Notre-Dame, maître de la même maîtrise (1653-1663) puis de la Musique de la Chapelle du roi (1663-1683)
- Bernard Collot (-1755), chanoine de Notre-dame et professeur au collège de Plessis, puis chanoine de Saint-Germain-l'Auxerrois et principal du collège de Fortet dont il recueille et copie un certain nombre de manuscrits anciens.
- Jean-Aimar Piganiol de La Force (1673-1753)  historiographe du roi.
- Pierre Jean-Baptiste Bradel, graveur.
- Louis de Boissy, académicien (boursier à Louis-le-Grand).

## Manuscrits du collège Fortet
- Genesis et exodus,
- Libri regum cum glossa,

## Mémoire
Un panneau Histoire de Paris, 21 rue Valette, rappelle l'histoire du lieu.